# Amfora panatenajska

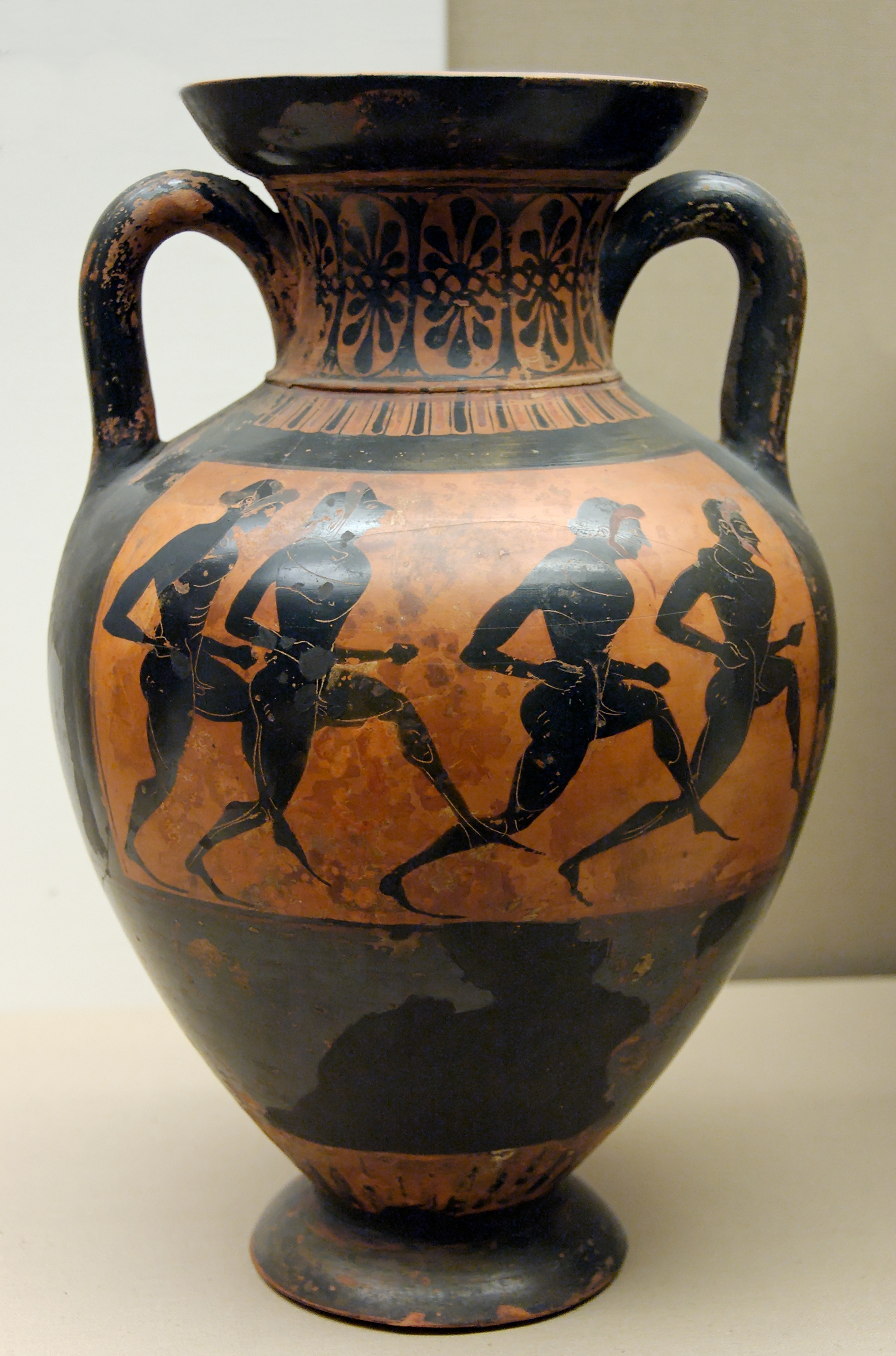
Amforma panatenajska z przedstawieniem biegaczy (530–520 p.n.e., zbiory British Museum)

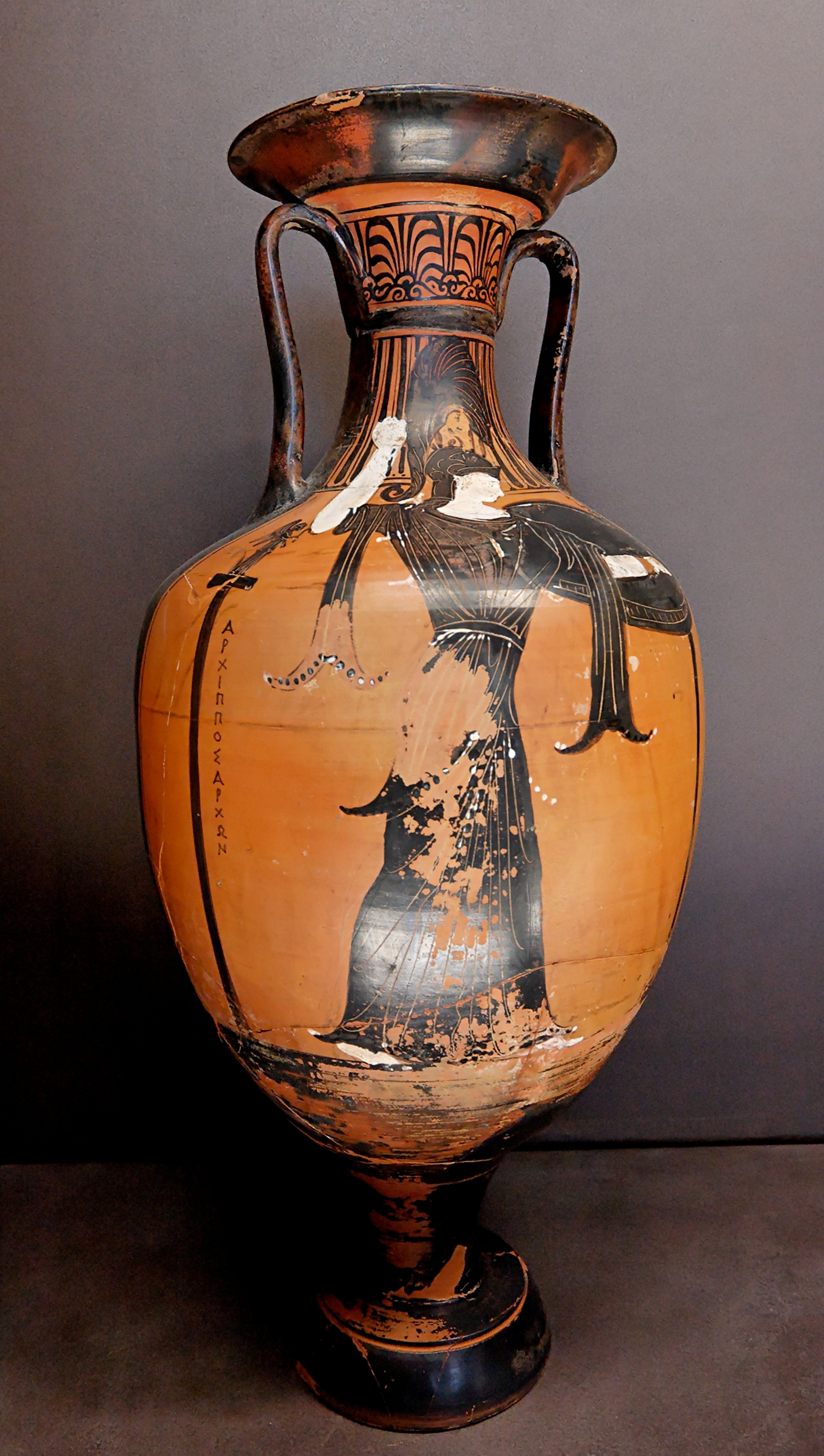
Amfora panatenajska z wyobrażeniem Ateny i datującą inskrypcją „Archippos, archont” (321–320 p.n.e., zbiory Luwru)

Amfora panatenajska – typ amfory wytwarzany specjalnie z okazji poświęconych bogini Atenie Igrzysk Panatenajskich, odbywających się w Atenach od 566 roku p.n.e.
Amfory panatenajskie jako szczególny typ wytwarzano w okresie od VI do IV wieku p.n.e., (według innych źródeł do II wieku p.n.e.). Ich kształt i ozdoby były ściśle określone, regulowane precyzyjnymi przepisami i nie zmieniały się przez długi czas mimo rozwoju technik malarstwa wazowego. Amfory te miały wysokość 60 cm (choć mogły też osiągać ponad 100 cm) i zdobiono je wyłącznie w stylu czarnofigurowym.
Odznaczały się charakterystyczną dekoracją umieszczaną w dwu metopach na brzuścu. Po jednej stronie wazy zawsze malowano Atenę stojącą w pełnym uzbrojeniu pomiędzy dwiema kolumnami doryckimi, na których kapitelach stały koguty. Wzdłuż kolumn biegł okolicznościowy napis po grecku „z igrzysk Ateny” oraz często wypisane było imię archonta eponima, pozwalające datować ten fakt. Po drugiej stronie naczynia wyobrażano sceny sportowe odnoszące się najprawdopodobniej do dyscypliny, w jakiej amfora miała stanowić nagrodę dla zwycięzcy. Do naszych czasów zachowały się liczne naczynia tego typu.
Amfory panatenajskie, napełniane oliwą najwyższej jakości ze świętego gaju Ateny, były nagrodą wręczaną zwycięzcom w poszczególnych dyscyplinach sportowych. Najwięcej otrzymywał zwycięzca w wyścigu rydwanów dwukonnych – 140 amfor, mniej triumfator w biegu młodzieńców – 50, natomiast najlepsi w boksie, w zależności od wieku – 30 lub 40.